# Brendel Anstey
Brendel Anstey (* November 1887 in Keynsham; † 9. Dezember 1933 in Wednesbury) war ein englischer Fußballspieler. Der Torhüter bestritt vor und nach dem Ersten Weltkrieg insgesamt 49 Partien in der Football League für Aston Villa und Leicester City.

## Karriere
Im Oktober 1910 verpflichten die in der Southern League spielenden Bristol Rovers Anstey von Hanham Athletic, einem Klub aus der lokalen Bristol League, mit denen er zuvor durch einen 5:0-Sieg über Lodge Hill den Gloucestershire Intermediate Cup gewonnen hatte. Bei Bristol war die Torhüterposition in der Saison 1910/11 von Peter Roney und E. Silvester besetzt und Anstey blieb daher auf Einsätze im Reserveteam  beschränkt. Bereits im Februar 1911 wurde er als Bestandteil der Verpflichtung von Mittelstürmer Walter Jones an Aston Villa abgegeben, die zu den Spitzenteams in der höchsten englischen Spielklasse zählten, 1909 war mit Arthur Cartlidge bereits ein weiterer Torhüter von Bristol zu Aston Villa gewechselt.
Nach einer Verletzung des langjährigen Stammtorhüters Billy George debütierte Anstey bereits im März 1911 bei einer 0:1-Niederlage bei Newcastle United und überzeugte dabei auf Anhieb, die Athletic News hielt fest: „Die Knappheit von Aston Villas Niederlage war größtenteils auf das großartige Debüt eines neuen Torhüters zurückzuführen – Brendal Anstey“. Anstey blieb bis Saisonende Stammtorhüter und in den folgenden Wochen gelangen fünf Siege in sechs Partien, darunter auch gegen den Konkurrenten um die Meisterschaft, Manchester United. Trotz einer Woche Sondertraining in Southport verlor Aston Villa das letzte Saisonspiel mit 1:3 beim FC Liverpool, wodurch Manchester United durch einen 5:1-Heimsieg die Tabellenspitze übernahm und die Meisterschaft gewann.
In die Saison 1911/12 startete der Amateurspieler Dick Roose als Stammkeeper, nach dessen Abgang Ende Oktober 1911 erhielt wieder Anstey den Vorzug. Zum Ende der Saison hin erhielten auch Albert Lindon und Leonard Richards Bewährungschancen, Anstey hatte insgesamt 21 Liga- und drei Pokaleinsätze bestritten. Mit der Verpflichtung des englischen Nationaltorhüters Sam Hardy im Sommer 1912 blieb Anstey die nächsten drei Spielzeiten auf sporadische Auftritte beschränkt, auch am Gewinn des FA Cups 1913 wirkte er nicht aktiv mit.
Nach der Einstellung des Spielbetriebs am Ende der Saison 1914/15 aufgrund des Ersten Weltkriegs spielte Anstey in den folgenden Jahren in der kriegsbedingten Ersatzwettbewerben auch für den FC Birmingham (1915/16, 3 Spiele) und Lincoln City (1918, 1 Spiel) sowie die Werksmannschaft Belliss & Morcom. Anfang September 1919 wurde er nach insgesamt 45 Pflichtspieleinsätzen für Aston Villa zum Zweitligisten Leicester City transferiert und rückte direkt in die Mannschaft. Nach insgesamt sieben Einsätzen verlor er im Oktober 1919 im Anschluss an eine 0:4-Heimniederlage gegen Huddersfield Town seinen Platz im Team an den vorherigen Stammtorhüter Herbert Bown und verließ den Klub am Saisonende wieder.
Im Juli 1920 wurde er von Mid Rhondda unter Vertrag genommen, die in der walisischen Sektion der Southern League spielten. 1921 übernahm er in Wednesbury den Pub Park Inn und war zum Zeitpunkt seines Todes im Dezember 1933 immer noch dessen Betreiber. 1925, 1926, und 1928 trat er in Benefizspielen auf Seiten der „Old Professionals“ nochmals fußballerisch in Erscheinung.